# Selfridge (Dakota del Norte)
Selfridge es una ciudad ubicada en el condado de Sioux en el estado estadounidense de Dakota del Norte. En el censo de 2010 tenía una población de 160 habitantes y una densidad poblacional de 232,24 personas por km².

## Geografía
Selfridge se encuentra ubicada en las coordenadas 46°2′31″N 100°55′27″O / 46.04194, -100.92417. Según la Oficina del Censo de los Estados Unidos, Selfridge tiene una superficie total de 0.69 km², de la cual 0.69 km² corresponden a tierra firme y (0%) 0 km² es agua.

## Demografía
Según el censo de 2010, había 160 personas residiendo en Selfridge. La densidad de población era de 232,24 hab./km². De los 160 habitantes, Selfridge estaba compuesto por el 33.13% blancos, el 0.63% eran afroamericanos, el 58.13% eran amerindios, el 1.25% eran asiáticos, el 0% eran isleños del Pacífico, el 0% eran de otras razas y el 6.88% pertenecían a dos o más razas. Del total de la población el 2.5% eran hispanos o latinos de cualquier raza.